# Jules Merckaert
Jules Sébastien Camille Marie Merckaert (Schaarbeek, 1872 - Brussel, 1924) was een Belgisch kunstschilder die diverse figuratieve genres beoefende.

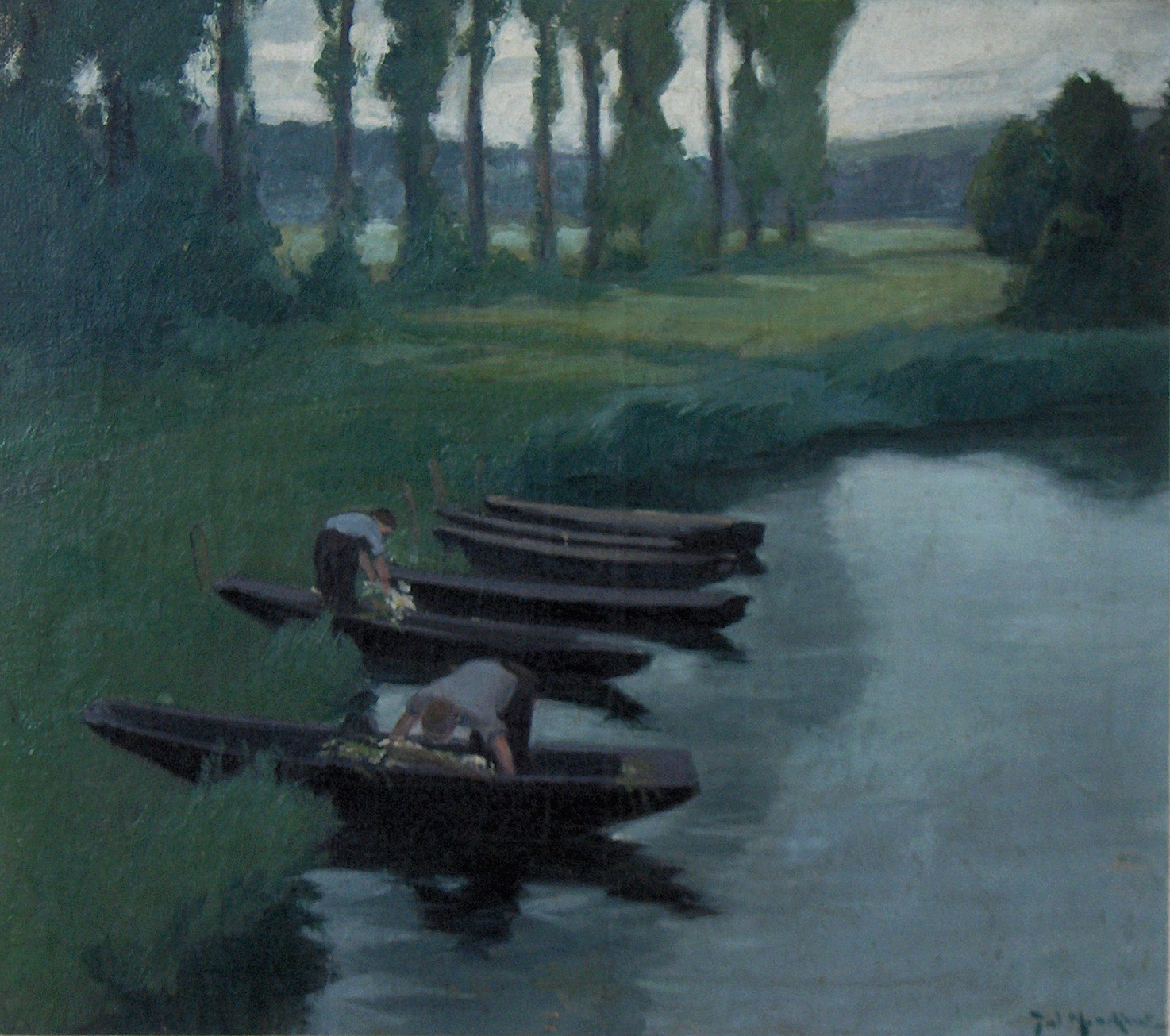
Oeverzicht met vrouwen in bootjes

## Korte biografie
Jules "Jul" Merckaert werd geboren in een eenvoudig milieu. Zijn vader was verkoper. Merckaert was leerling van de Academie voor Schone Kunsten in Brussel, samen met onder anderen Marten Melsen, Louis Thevenet, Auguste Oleffe en Louis-Gustave Cambier. De inschrijvingsregisters vermelden zijn aanwezigheid enkel in 1892-1893. Hij volgde er de avondlessen. Beroepshalve was ook hij verkoper en had het de eerste jaren zeker niet breed.
Hij debuteerde in 1893 in het Salon van Brussel. Hij gaf later les aan de Academie van Brussel. Een van zijn leerlingen was Paul-Jean Hanou.

## Kunstkring Labeur
Merckaert werd in mei 1898 medestichter van de Brusselse kunstenaarsvereniging "Labeur", een kunstkring met veel eclectische kunst uit diverse genres: schilderkunst, beeldhouwkunst, muziek.  M. Gaudelier werd voorzitter en de jurist P.D. Elias secretaris. Stichtende leden waren naast Merckaert onder anderen A. Van der Straeten, J. Potvin, Auguste Oleffe, J. Herbays, M. Tytgat en L. Ledent. Hun eerste Salon ging door in september 1898 in het Museum van Moderne Kunst in Brussel. Merckaert nam ook deel aan de andere salons van "Labeur" onder andere, 1903 (6de), 1904 (7de).
Medeleden van "Labeur" waren onder meer: Richard Baseleer, Joseph Baudrienghien, J.Ernest Baümer (uit Deventer), Henri Binard, L.G. Cambier, André Collin, A. Cosyns, A. Daens, René de Baugnies, Jules De Bruycker, Alfred Delaunois, Léandre Grandmoulin, Victor Hageman, Jules Herbays, Camille Lambert, Jacques Madiol jr.,  Marten Melsen, Maurice Nykerk, Auguste Oleffe,  “Orpeus”, Henri Ottmann, Willem Paerels, Alexandre Robinson, Armand Rassenfosse, Ferdinand Schirren, Pol Stievenart, Louis Thevenet, Henri Thomas, Emile Thysebaert, Walter Vaes, Léon Vandenhouten, André Vanderstraeten, Eugeen Van Mieghem, Georges Van Zevenberghen, Carl Werlemann en Adolphe Wolff. Secretaris was Sander Pierron.

## Oeuvre
Merckaert schilderde landschappen, zeezichten, bloemstukken, stadslandschappen, Brussels industrie- en havengebied. Hij integreerde graag een waterpartijen in zijn werken: vijvers, meertjes, rivieren of kanalen. Gezichten in Brussel, Schaarbeek, Diest komen frequent voor. Zijn vroegste werken zijn trouwens quasi allemaal Schaarbeek en het Brusselse omdat hij niet de middelen had om veel te reizen.
Na de dood van zijn vader had hij een kleine erfenis die hem in staat stelde wat te reizen. Dan ging hij werken aan de Marne, in Parijs, in Touraine en in Luxemburg.

## Tentoonstellingen
- 28 februari – 10 maart 1907: Cercle Artistique et Littéraire Brussel (samen met Marten Melsen)

## Musea
- Brussel, Charlier Museum